# TBR1
T-box, brain, 1, или TBR1, — фактор транскрипции семейства T-box, впервые описанный в 1995 году. Белки TBR1 у мыши и человека имеют схожую структуру и оба в значительной степени гомологичны продукту гена Brachyury. TBR1 может действовать в союзе с CASK, контролируя транскрипцию генов, содержащих T-элемент, в том числе RELN и GRIN2B. Точечное нарушение гена TBR1 у мышей приводит к reeler-подобному кортикальному фенотипу.